# دانیال بابایانی
دانیال بابایانی روزنامه‌نگار و فعال حقوق بشر از شهروندان ترکمن است وی نخستین بار در شهریور ۱۳۹۲ از سوی اداره اطلاعات استان گلستان به دلیل فعالیت در شبکه‌های مجازی و وبلاگ نویسی بازداشت شد.
شعبه اول دادگاه انقلاب گنبد در ۱۹ آذر ماه پرونده دانیال بابایانی را به اتهام توهین به رهبری، اهانت به رهبر انقلاب، نگهداری ماهواره، اهانت به امامان شیعه و تبلیغ علیه نظام جمهوری اسلامی به ۲۳ ماه حبس تعزیری و سه میلیون هفتاد هزار ریال جریمه نقدی و دو ضربه شلاق محکوم کرد.
وی در زمان بازداشت مورد بدرفتاری و شکنجه جهت بدست آوردن پسورد در فیس‌بوک قرار گرفته سایت هرانا در زمان دستگیری این جوان نوشت: «کشف سی دی‌های حج و آلبوم‌های خانوادگی در پرونده این زندانیان به عنوان آثار مستهجن درج شده و بر این اساس نیز احکامی برای ایشان صادر شده‌است.»
مأموران وزارت اطلاعات در هنگام بازجویی از ایشان خواسته‌اند که مذهب خود را به تشیع تغییر دهند تا بدین وسیله از حکم زندان رهایی یابند.
زندانی که دانیال در آن گذران حبس کرده یکی از بدترین زندان‌های ایران بشمار می‌آید و به تبعیدگاه معروف است از جمله زندانیان سیاسی تبعید شده به زندان گنبد سید هادی قائمی و احمد کریمی هستند 
در حال حاضر دانیال مدیر و مسئول یک سازمان حقوق بشری با نام توهرا است توهرا یا (Turkmen Human Rights Activists) به معنی فعالان حقوق بشر ترکمن صحرا است تلاش اصلی این سازمان رفع هرگونه تبعیضات اتنیکی، مذهبی و طبقاتی علیه ترکمن هاست